# 드릴 음악
드릴(Drill)은 힙합 음악의 하위 장르로, 2010년대 초 시카고에서 탄생했다. 음악 면에서 트랩 음악과 비슷하고, 가사 면에서 갱스터 랩과 비슷하다. 치프 키프, 릴 더크, 릴 리스 등의 래퍼들이 성공하면서 2012년 경 미국 메인스트림에 진출했다. 드릴 아티스트들은 특유의 리리시즘과 시카고 범죄와의 연관성으로 유명하다. 한편 2012년에 런던에서 UK 드릴이 등장했다.

## 특징
드릴 가사는 일반적으로 길거리에서의 삶을 반영하며, 투박하고 폭력적이며 현실적이고 허무주의적인 경향이 있다. 드릴 래퍼들은 음울하고 진지한 플로우를 구사하고, 이는 오토튠을 통해 필터링된다.

## 역사
<컴플렉스>의 데이비드 드레이크는 드릴은 특정 프로듀싱 스타일에 의해 정의되는 것이 아니라 "언어, 춤, 사고방식, 음악 등 문화 전반에 관한 것이며, 대부분은 우드론 지역의 갱단 영역인 '드로 시티'에서 유래했다"고 평했다.
"드릴"은 적에게 보복하는 것을 뜻하는 속어로, 여성들이 치장하는 것에서부터 길거리 총력전까지 넓은 범위의 의미를 가진다. 래퍼 팩맨은 이 용어를 힙합 음악과 연관시킨 최초의 인물로 인정받고 있다.
시카고 드릴의 인기가 떨어지는 동안 영국에서는 새로운 신이 등장했다.
이후 브루클린 드릴 프로듀싱은 UK 드릴의 영향을 많이 받았다.

## 영향
UK 드릴은 드릴 음악과 로드 랩의 하위 장르로, 2012년에 브릭스톤에서 탄생했다. UK 드릴 아티스트들은 시카고 드릴의 음악 스타일을 차용해 폭력적이고 쾌락주의적인 생활 방식에 대해 랩을 한다.

## 같이 보기
- 디스 (힙합)
- 살인 발라드
- 군가
- 배틀 랩
- 절명시
- 금지곡